# Cancún Country Open 2025
Il Cancún Country Open 2025 è stato un torneo maschile di tennis professionistico. È stata la 1ª edizione del torneo, facente parte della categoria Challenger 125 nell'ambito dell'ATP Challenger Tour 2025, con un montepremi di 200 000 $. Si è giocato dal 12 al 17 agosto 2025 sui campi in cemento del Cancun Country Club di Cancún, in Messico.

## Partecipanti

### Teste di serie
| Nazionalità | Giocatore             | Ranking* | Testa di serie |
| ----------- | --------------------- | -------- | -------------- |
| Germania    | Daniel Altmaier       | 60       | 1              |
| Francia     | Arthur Cazaux         | 76       | 2              |
| Paesi Bassi | Jesper de Jong        | 79       | 3              |
| Argentina   | Juan Manuel Cerúndolo | 86       | 4              |
| Australia   | Tristan Schoolkate    | 97       | 5              |
| Cile        | Alejandro Tabilo      | 103      | 6              |
| Canada      | Liam Draxl            | 114      | 7              |
| Rep. Ceca   | Dalibor Svrčina       | 115      | 8              |

* Ranking al 4 agosto 2025.

### Altri partecipanti
I seguenti giocatori hanno ricevuto una wild card per il tabellone principale:
- Daniel Altmaier
- Alex Hernández
- Stan Wawrinka

Il seguente giocatore è entrato in tabellone nell'ambito del Next Gen Accelerator Programme:
- Rodrigo Pacheco Méndez

I seguenti giocatori sono entrati in tabellone come alternate:
- Ignacio Buse
- Yannick Hanfmann
- Jan-Lennard Struff
- Thiago Agustín Tirante
- Marco Trungelliti
- Coleman Wong

I seguenti giocatori sono passati dalle qualificazioni:
- Alexis Galarneau
- Beibit Zhukayev
- Rio Noguchi
- Cleeve Harper

Il seguente giocatore è entrato in tabellone come lucky loser:
- Pablo Llamas Ruiz

## Punti e montepremi
| Torneo    | Torneo              | V      | F      | SF     | QF    | 2T    | 1T    | Q | Q2  | Q1  |
| Singolare | Punti               | 125    | 64     | 35     | 16    | 8     | 0     | 5 | 3   | 0   |
| Singolare | Premi in denaro ($) | 30 700 | 18 120 | 10 860 | 6 225 | 3 690 | 2 210 | – | 785 | 395 |
| Doppio    | Punti               | 125    | 64     | 35     | 16    | –     | 0     | – | –   | –   |
| Doppio    | Premi in denaro ($) | 9 350  | 5 440  | 3 250  | 1 930 | –     | 1,080 | – | –   | –   |

## Campioni

### Singolare
Dalibor Svrčina ha sconfitto in finale  Thiago Agustín Tirante con il punteggio di 6–4, 5–7, 6–4.

### Doppio
Santiago González /  Jean-Julien Rojer hanno sconfitto in finale  Manuel Guinard /  Rafael Matos con il punteggio di 7–6(2), 7–5.